# Gare de Oued Chouly
La gare de Oued Chouly est une ancienne gare ferroviaire algérienne située sur le territoire de la commune de Oued Lakhdar, dans la wilaya de Tlemcen.

## Situation ferroviaire
Établie à une altitude de 733,900 m, la gare est située au point kilométrique (PK) 43,073 de la ligne de Tabia à Akid Abbes, où elle est précédée de la gare d'Ouled Mimoun et suivie de celle de Aïn Fezza. 
| \| Oued Chouly Tlemcen Akid Abbes Maghnia Tabia Ghazaouet \| Localisation de la gare de Oued Chouly dans la wilaya de Tlemcen. |
| Oued Chouly Tlemcen Akid Abbes Maghnia Tabia Ghazaouet                                                                         |

## Histoire
La gare est mise en service en 1889 lors de l'ouverture de la section de Lamoricière (actuelle Ouled Mimoun) à Aïn Fezza de la ligne de Sainte-Barbe-du-Tlélat à Oujda,.

## Service des voyageurs

### Dessertes
En 2023, la gare n'est pas desservie par les trains de la Société nationale des transports ferroviaires.